# Lilleputthammer
Lilleputthammer är en familjepark som ligger i Øyers kommun, 20 km norr om Lillehammer precis vid E6. I mitten av parken finns  miniatyrparken som började byggas 1982 som är en kopia av Storgata i Lillehammer så som den såg ut på 1900-talet. Den är byggd i skala 1:4. Sedan dess har parken gått igenom en rad utvidgningar och förnyelser. Lilleputthammer öppnades den 29 juni 1983 av Stortingets dåvarande vicepresident Odvar Nordli.

### Fotnoter
1. ↑  ”Om Lilleputthammer familiepar” (på norska). Lilleputthammer. Arkiverad från originalet den 2 januari 2017. https://web.archive.org/web/20170102080136/http://www.lilleputthammer.no/informasjon/om-lilleputthammer. Läst 1 januari 2017.